# Alfa Romeo Racing C38
Alfa Romeo Racing C38 — гоночный автомобиль, построенный швейцарской командой Alfa Romeo Racing для участия в чемпионате мира Формулы-1 2019 года.
Презентацию машины провели 18 февраля на пит-лейне в Барселоне. В межсезонье полностью сменился состав пилотов, в коллектив пришёл чемпион мира Кими Райкконен и вернулся в качестве боевого пилота Антонио Джовинацци, который уже стартовал за команду в сезоне 2017, когда она называлась Sauber F1 Team.

## Переименование команды
1 февраля 2019 года команда Alfa Romeo Sauber F1 Team сменила название на Alfa Romeo Racing в честь титульного спонсора, сохранив прежних собственников и руководство. Индекс машины оставили прежним — C38.

## Сезон 2019

### Участие в гонках
Сезон для команды начался с 8-го места Кими. В первой половине чемпионата он активно зарабатывал очки, в то время как Джовинацци заработал только одно очко в Австрии. В Германии Кими финишировал 7-м, а Антонио — 8-м. Но потом каждый гонщик получил 30 секунд к результату, и Alfa Romeo потеряла набранные баллы. Команда подала апелляцию на решение судей, но штраф остался в силе. Вторая половина сезона получилась менее результативной, чем первая. Антонио Джовинацци заработал два очка в Италии, одно — в Сингапуре и десять очков в Бразилии, итого — тринадцать баллов. Это больше, чем 12 очков Райкконена в Интерлагосе на один балл.

## Результаты в чемпионате мира Формулы-1
| Легенда к таблице |                                                                    |
| --- | ------------------------------------------------------------------ |
| В таблице перечислены результаты всех Гран-при Формулы-1, в которых использовался автомобиль. Строками таблицы являются сезоны, столбцами — этапы чемпионата мира. В каждой клетке указаны сокращённое название этапа и результат, дополнительно обозначенный цветом. Расшифровка обозначений и цветов представлена в нижеследующей таблице. |                                                                    |
| \| Пример \| Описание \| \| ------------ \| ------------------------------------------------------------------ \| \| 1 \| Победитель \| \| 2 \| Второе место \| \| 3 \| Третье место \| \| 5 \| Финишировал, заработав очки \| \| Сход \| Не финишировал, но при этом заработал очки \| \| 12 \| Финишировал, не получив очков \| \| НКЛ \| Финишировал, но не попал в финальную классификацию \| \| 15 \| Участвовал вне зачёта, либо по отдельной классификации \| \| 18 \| Не финишировал, но попал в финальную классификацию \| \| Сход \| Не финишировал \| \| НКВ \| Не прошёл квалификацию \| \| НПКВ \| Не прошёл предквалификацию \| \| ДСК \| Дисквалифицирован \| \| ИСК \| Исключён из протокола соревнований \| \| ТТ \| Заявлен для участия только в тренировках \| \| НС \| Участвовал в квалификации, но не стартовал в гонке \| \| Т \| Травмирован или болен \| \| ОТК \| Отказ от участия \| \| НТР \| Прибыл на соревнования, но на трассу не выезжал \| \| НПР \| Был заявлен в числе участников, но не прибыл к началу соревнований \| \| О \| Соревнования отменены \| \| \| Не участвовал \| \| Поул-позиция \| \| \| Быстрый круг \| \| |                                                                    |
| Пример | Описание                                                           |
| 1 | Победитель                                                         |
| 2 | Второе место                                                       |
| 3 | Третье место                                                       |
| 5 | Финишировал, заработав очки                                        |
| Сход | Не финишировал, но при этом заработал очки                         |
| 12 | Финишировал, не получив очков                                      |
| НКЛ | Финишировал, но не попал в финальную классификацию                 |
| 15 | Участвовал вне зачёта, либо по отдельной классификации             |
| 18 | Не финишировал, но попал в финальную классификацию                 |
| Сход | Не финишировал                                                     |
| НКВ | Не прошёл квалификацию                                             |
| НПКВ | Не прошёл предквалификацию                                         |
| ДСК | Дисквалифицирован                                                  |
| ИСК | Исключён из протокола соревнований                                 |
| ТТ | Заявлен для участия только в тренировках                           |
| НС | Участвовал в квалификации, но не стартовал в гонке                 |
| Т | Травмирован или болен                                              |
| ОТК | Отказ от участия                                                   |
| НТР | Прибыл на соревнования, но на трассу не выезжал                    |
| НПР | Был заявлен в числе участников, но не прибыл к началу соревнований |
| О | Соревнования отменены                                              |
| | Не участвовал                                                      |
| Поул-позиция |                                                                    |
| Быстрый круг |                                                                    |

| Сезон | Шасси                 | Двигатель          | Ш | Гонщики            | 1   | 2   | 3   | 4   | 5   | 6   | 7   | 8   | 9   | 10   | 11  | 12  | 13  | 14  | 15   | 16  | 17  | 18   | 19  | 20  | 21  | Место | Очки |
| ----- | --------------------- | ------------------ | - | ------------------ | --- | --- | --- | --- | --- | --- | --- | --- | --- | ---- | --- | --- | --- | --- | ---- | --- | --- | ---- | --- | --- | --- | ----- | ---- |
| 2019  | Alfa Romeo Racing C38 | Ferrari 064 1,6 V6 | P |                    | АВС | БАХ | КИТ | АЗЕ | ИСП | МОН | КАН | ФРА | АВТ | ВЕЛ  | ГЕР | ВЕН | БЕЛ | ИТА | СИН  | РОС | ЯПО | МЕК  | США | БРА | АБУ | 8     | 57   |
| 2019  | Alfa Romeo Racing C38 | Ferrari 064 1,6 V6 | P | Кими Райкконен     | 8   | 7   | 9   | 10  | 14  | 17  | 15  | 7   | 9   | 8    | 12  | 7   | 16  | 15  | Сход | 13  | 12  | Сход | 11  | 4   | 13  | 8     | 57   |
| 2019  | Alfa Romeo Racing C38 | Ferrari 064 1,6 V6 | P | Антонио Джовинацци | 15  | 11  | 15  | 12  | 16  | 19  | 13  | 16  | 10  | Сход | 13  | 18  | 18  | 9   | 10   | 15  | 14  | 14   | 14  | 5   | 16  | 8     | 57   |